# Fátima Rodríguez
Fátima Rodríguez (Puentedeume, Galicia, 15 de mayo de 1961) es una escritora española. Es traductora en gallego y español, y profesora en la Universidad de Bretaña Occidental en Brest (Francia).

## Biografía
Fátima hizo estudios de lenguas romances en la Universidad de Santiago de Compostela. En Francia tras realizar un doctorado en literatura comparada, se afincó en Toulouse entre 1983 y 2008. Entre 1991 y 1993 prosigue sus estudios con un máster en traductología en la Universidad Autónoma de Barcelona. Con viajes por Rumania e Italia completó su formación de romanista y profundizó sus conocimientos de las literaturas contemporáneas de estos territorios.
Durante su residencia en Toulouse, colaboró con la Casa de Galicia de la región para fomentar la difusión de la cultura gallega. Como investigadora, ha venido trabajando sobre escritoras del Caribe. Publica regularmente artículos sobre idiomas y culturas en contacto en el ámbito hispanohablante y latinoamericano. Desde 2008 vive en Brest y trabaja en la Universidad de Bretaña Occidental.
En el ámbito académico Fátima Rodríguez publica en francés, español y gallego. Es miembro de la Red Francesa de Estudios Gallegos y de la Asociación Caribeña de Estudios del Caribe.

## Su obra literaria
La procedencia de la escritora, la cultura gallega y su lengua constituyen un tema central de la poesía de Fátima Rodríguez. De vez en cuando esa referencia llega a ser política, como en el poema «Nos outros» («Con los otros»), incluido en el libro EXIL - témoignages sur la Guerre d'Espagne, les camps et la résistance au franquisme. Por otra parte ese tema está expresando una pesadumbre que, al transformarse en poesía, se torna en belleza. La ensayista cubana Minerva Salado destaca que la tarea de convertir el dolor en belleza no es fácil, sobre todo  «cuando la belleza posible proviene del dolor como factor de identidad de un pueblo.»
La autora es una viajera. Nacida en Galicia, estudios en Santiago de Compostela, Barcelona y Toulouse, profesora primero en Toulouse, luego en Brest, vive la vida de una viajera, «viaxeira» en gallego, una palabra que, según Minerva Salado, significa «alguien que se va sin retorno» y expresa «la incertidumbre ante el futuro». Fátima Rodríguez escribió: «A viaxeira non ha de parar nunca» [«La viajera no debe parar nunca»], que se refiere a las mujeres migrantes del pueblo gallego.
Consecuentemente, un poemario de Fátima Rodríguez es un «horno en que se funden, entrañables, la lengua, el cuerpo y el paisaje.». Porque el cuerpo y su vocabulario representan  otro tema de la escritora, por ejemplo cuando escribe: «unha racha nítida encegadora/no medio da paisaxe/tan conforme tan conforme que non estoura nada», o «Retorna, lingua, á terra das neneces/ó teu eido matriz, onde soñaran/úteros acollentes/suspendidos/na cúpula da morte en desmemoria/sedimentos de olvidos no sobrado.» María Rosa Lojo dice que «un cuerpo femenino busca el cordón roto con el cuerpo madre» que es «la lengua/tierra». Habla de «la desolación de los nómades» que nunca está reparada íntegramente por el lenguaje del cuerpo.

## Obra

### Publicaciones literarias
- Amencida dos corpos/Amanecida de los cuerpos, poesía (gallego; trad. española de Jorge Ledo), Editorial Praxis, México, D. F., 2005, ISBN 968-7646-33-0
- Limite de propiedad, poesía (trad. española de Gloria Vergara), Editorial Torremozas, Madrid, 2006, ISBN 978-84-7839-368-8
- Oblivionalia, poesía (gallego; trad. francesa de Vincent Ozanam), Les Hauts-Fonds, Brest, 2010, ISBN 978-2-9532332-7-8

### Publicaciones académicas (selección)
- (en francés) Fátima Rodríguez, « Les je(ux) de l’énonciation dans l’Erotica de X. L. Méndez Ferrín », en: L’espace du corps 1. Littérature. Seminaria, 1, Rilma 2-ADEHL, México-Limoges, 2007, p. 61-70
- (en castellano) Fátima Rodríguez, « Otras proyecciones de la materia textual. La Pasión de los nómades de María Rosa Lojo. Historias heterógrafas. », en: Le Texte et ses liens II, Paris-Sorbonne, 2005-2006, ISSN 1954-3239, presentación en línea
- (en castellano) Fátima Rodríguez y Laura Eurenia Tudoras, « Las fronteras ascendentes de Paul Morand: Flèche d'Orient y Bucarest », en: Revista de Filología Románica, n° 20, Madrid, 2003, ISSN 0212-999X, p. 179-190, presentación en línea (enlace roto disponible en Internet Archive; véase el historial, la primera versión y la última).
- (en castellano) Fátima Rodríguez y Laura Eurenia Tudoras, « Viajes azarosos: la aventura de la insularidad en la narrativa puertorriqueña: Vecindarios excéntricos de Rosario Ferré », en: Revista de Filología Románica, n° 22, Madrid, 2005, ISSN 0212-999X, p. 193-200